# Esther González (artista)
Esther González López (Tamaulipas, México; 18 de abril de 1936) es una artista plástica mexicana especializada en grabado, pintura, mural y otras técnicas. Su obra se ha destacado por tratar el tema de los iconos bizantinos. Sus obras se han expuesto desde 1970 en galerías de distintas partes del mundo, desde México hasta la India, así como también ha recibido diversos premios a lo largo de su carrera como artista.   

## Biografía
Esther González, primero estudió para ser maestra, pues dicho por ella misma en una entrevista realizada por la Universidad Autónoma de Nuevo León, su familia consideraba importante que tuviera una carrera de la cual fuera más probable mantenerse económicamente. En su proceso de formación descubrió que podía aplicar las artes en la educación como un recurso para el aprendizaje, pues realizaba los dibujos para dar clases. Posteriormente estudió en la Escuela de Artes Plásticas de Nuevo León y de manera paralela impartió clases de pintura infantil.
Desde 1970 comenzó a exponer sus pinturas en México, Cuba, Italia, Suiza, Chile, Estados Unidos, Holanda, Venezuela, Bulgaria, Serbia, India, entre otros.
En 1985, su trabajo artístico se ve afectado por el sismo de la Ciudad de México, en donde se encontraba su taller, por lo que decide volver al lápiz y al papel para continuar con  la realización de sus obras.

## Estilo artístico
Su estilo artístico se concentra en explorar los diversos soportes y técnicas dentro de la pintura  para la representación de símbolos del siglo XI, XII y XIII, como una manera de volver a ellos para reinterpretarlos, enfocándose principalmente en el arte Bizantino. La artista ve la profesión de la pintura como un trabajo de investigación constante.

## Obra
Su obra  se concentra en como los iconos se enriquecen con los efectos del  paso del tiempo. Estudia las obras del pasado de la Edad Media y el Renacimiento, para reinterpretar las imágenes canónicas y reinventar las técnicas y soportes.
Su concepto de arte lo define como “Es la vida misma, todo lo que le rodea a uno, trabajo diario.”

## Premios y reconocimientos
- 1971 - Premio en el Salón de la plástica en la categoría de grabado[5]
- 1978 - Segundo lugar en la exposición del INBA, titulada El árbol y el bosque en el grabado[5]
- 1985 - Premio en el Salón de la plástica en la categoría de pintura[5]
- 1988 - Premio en el Salón de la plástica en la categoría de dibujo[5]
- 1991 - Premio de pintura Mazatlán[5]
- 1991 - Premio de pintura en Arte de Monterrey[5]
- 2014 - Medalla al mérito "Luis García de Arellano", otorgada por el Congreso del Estado de Tamaulipas[8][9]